# Tomás Assennato
Tomás Assennato (n. Salta, Provincia de Salta, Argentina; 23 de julio de 1998) es un futbolista argentino. Juega de volante en All Boys de la Primera Nacional.

## Carrera

### Juventud Antoniana
Assennato realizó todas las divisiones inferiores en Juventud Antoniana, y en 2016 tuvo su oportunidad en el plantel profesional. Debutó el 11 de febrero por Copa Argentina, ingresando a los 22 minutos del segundo tiempo por Luis Guevara, en la victoria por 1-2 sobre Güemes.
Su debut en liga llegaría en abril por el Torneo Federal A frente a Unión Aconquija, partido que finalizó en derrota 0-2 ante el conjunto catamarqueño. Assennato ingresó a los 27 minutos del segundo tiempo por Gustavo Ibáñez.

### Banfield
En 2018, Assennato se probó en River Plate, pero al no ser seleccionado, realizó una prueba en Banfield. Allí pudo ser parte de la Reserva del Taladro y un año después firmó su primer contrato.

## Estadísticas

### Clubes
Actualizado hasta su último partido disputado el 17 de noviembre de 2024.
| Club                           | Div.          | Temporada     | Liga  | Liga  | Liga   | Copas nacionales | Copas nacionales | Copas nacionales | Copas internacionales | Copas internacionales | Copas internacionales | Total | Total | Total  |
| Club                           | Div.          | Temporada     | Part. | Goles | Asist. | Part.            | Goles            | Asist.           | Part.                 | Goles                 | Asist.                | Part. | Goles | Asist. |
| ------------------------------ | ------------- | ------------- | ----- | ----- | ------ | ---------------- | ---------------- | ---------------- | --------------------- | --------------------- | --------------------- | ----- | ----- | ------ |
| Juventud Antoniana Argentina   | 3.ª           | 2016          | 7     | 0     | 0      | 1                | 0                | 0                | —                     | —                     | —                     | 8     | 0     | 0      |
| Juventud Antoniana Argentina   | 3.ª           | 2016-17       | 10    | 0     | 0      | —                | —                | —                | —                     | —                     | —                     | 10    | 0     | 0      |
| Juventud Antoniana Argentina   | 3.ª           | 2017-18       | 5     | 0     | 0      | —                | —                | —                | —                     | —                     | —                     | 5     | 0     | 0      |
| Juventud Antoniana Argentina   | Total club    | Total club    | 22    | 0     | 0      | 1                | 0                | 0                | 0                     | 0                     | 0                     | 23    | 0     | 0      |
| Guillermo Brown (PM) Argentina | 2.ª           | 2021          | 20    | 2     | 3      | —                | —                | —                | —                     | —                     | —                     | 20    | 2     | 3      |
| Guillermo Brown (PM) Argentina | 2.ª           | 2023          | 32    | 2     | 0      | —                | —                | —                | —                     | —                     | —                     | 32    | 2     | 0      |
| Guillermo Brown (PM) Argentina | Total club    | Total club    | 52    | 4     | 3      | 0                | 0                | 0                | 0                     | 0                     | 0                     | 52    | 4     | 3      |
| C. A. Güemes Argentina         | 2.ª           | 2022          | 23    | 1     | 0      | 1                | 0                | 0                | —                     | —                     | —                     | 24    | 1     | 0      |
| C. A. Güemes Argentina         | Total club    | Total club    | 23    | 1     | 0      | 1                | 0                | 0                | 0                     | 0                     | 0                     | 24    | 1     | 0      |
| C. A. All Boys Argentina       | 2.ª           | 2024          | 31    | 4     | 4      | —                | —                | —                | —                     | —                     | —                     | 31    | 4     | 4      |
| C. A. All Boys Argentina       | Total club    | Total club    | 31    | 4     | 4      | 0                | 0                | 0                | 0                     | 0                     | 0                     | 31    | 4     | 4      |
| Total carrera                  | Total carrera | Total carrera | 128   | 9     | 7      | 2                | 0                | 0                | 0                     | 0                     | 0                     | 130   | 9     | 7      |
| 1.                             |               |               |       |       |        |                  |                  |                  |                       |                       |                       |       |       |        |